# Грубевци
Гру̀бевци, Грубовци или Гурбеш (на гръцки: Αγροσυκιά, Агросикия, катаревуса: Αγροσυκέα, Агросикея, до 1926 година Γκούρμπες, Гурбес) е село в Егейска Македония, Гърция, в дем Пела на област Централна Македония.

## География
Селото е разположено на височина от 120 m в северозападния край на Солунското поле на 15 km североизточно от Енидже Вардар (Яница).

## История

### Етимология
Йордан Заимов смята, че първоначалната форма на името е Гърбеш с обичайно застъпване на българското ъ с гръцкото ου.

### В Османската империя
През 1632 година Грубевци се споменава в турски регистър като село с 24 немюсюлмански домакинства. Населението се препитавало главно с отглеждане на сусам, памук, анасон и тютюн. В 1848 година руският славист Виктор Григорович описва в „Очерк путешествия по Европейской Турции“ Грубовци като българско село.
В края на ХІХ век селото се отказва от Цариградската патриаршия и преминава под върховенството на Българската екзархия, българско училище е отворено през 1874 година, а български учител в селото между 1891 и 1903 година е Захарий Гьорев от Куманово, а след него Пено Авков. В селото е основан комитет на ВМОРО, начело на който стои Аргир Авков.
На австро-унгарската военна карта селото е отбелязано като Гурбеш (Грубевци) (Gurbeš (Grubevci), на картата на Йоргос Кондоянис е отбелязано като Гурбес (Γκούρμπες), християнско село.
Към 1900 година според статистиката на Васил Кънчов („Македония. Етнография и статистика“) Грубевци има 400 жители, всички българи християни.
По данни на секретаря на екзархията Димитър Мишев („La Macédoine et sa Population Chrétienne“) в 1905 година в Грубевци (Groubevtzi) има 384 българи екзархисти и работи българско училище. В селото има българска църква „Свети Атанас“, а ежегодният събор се провежда на празника Летни Свети Атанас.
Кукушкият околийски училищен инспектор Никола Хърлев пише през 1909 година:
| „ | Грубевци, 17 /III, 1 ч. от Кониково. Всичко 40 български екзархийски къщи и 1 гъркоманска, чифлик. Поминъкът е земеделие и лозарство. От Патриаршията се отказало преди 20 години. Няма никакви черковни имоти. Училището е двуетажно, с две стаи таваносани и добре осветявани. Класната стая има 6Х6Х3 големина, другата е по-малка и служи за квартира. | “ |

По данни на Екзархията в 1910 година Грубевци е чифлигарско село с 57 семейства, 300 жители българи и една черква.
В 1910 година Халкиопулос пише, че в селото (Γκρούμπες) има 178 екзархисти.

### В Гърция
През Балканската война в 1912 година селото е окупирано от гръцки части и остава в Гърция след Междусъюзническата война в 1913 година. В 1912 година е регистрирано като селище с християнска религия и „македонски“ език. Преброяването в 1913 година показва Гурбес (Γκούρμπες) като село със 166 мъже и 152 жени. Боривое Милоевич пише в 1921 година („Южна Македония“), че Грубеш има 30 къщи славяни християни.
Всички 57 български семейства или 272 души се изселват в България. Ликвидирани са 5 имота на жители, преселили се в България. На мястото на изселилите се българи са настанени гърци бежанци от Понт и Мала Азия. От пристигналите в България бежанци 40 семейства (близо 280 души) се заселват в Горни Воден, Станимашко, част от които после се изселват в Асеновград и Пловдив, а три семейства се заселват в Кавакли.
В 1926 година името на селото е сменено на Агросикия. В 1928 година Грубевци е представено като чисто бежанско със 118 бежански семейства и 438 жители общо.
Тъй като селото е полупланинско, произвежда малко продукция - предимно пшеница и малко памук. Частично развито е и скотовъдството.
| Име    | Име    | Ново име   | Ново име   | Описание                                           |
| ------ | ------ | ---------- | ---------- | -------------------------------------------------- |
| Леска  | Λέσκα  | Лептокария | Λεπτοκαρυά | река на СИ от Грубевци и местност по десния ѝ бряг |
| Пелити | Πελίτι | Врахаки    | Βραχάκι    | възвишение на ЮЗ от Грубевци                       |

| Година    | 1913 | 1920 | 1928 | 1940 | 1951 | 1961 | 1971 | 1981 | 1991 | 2001 | 2011 | 2021 |
| --------- | ---- | ---- | ---- | ---- | ---- | ---- | ---- | ---- | ---- | ---- | ---- | ---- |
| Население | 318  | 319  | 363  | 476  | 458  | 496  | 418  | 395  | 429  | 384  | 280  | 201  |

## Личности
Родени в Грубевци
- Дионис Танчуров (1876 - след 1943), български революционер от ВМОРО
- Младен Костадинов Митроколев (1911 – 1945), български военен деец, подофицер, загинал през Втората световна война[21]
- Танас Грубешки, местен български учител и секретар в четата на Павел Граматиков[22]
- Димитър Сурлев (1907 – 1933), български комунист